# 1902 en cyclisme
| Années du cyclisme : 1899 - 1900 - 1901 - 1902 - 1903 - 1904 - 1905    |
| Décennies du cyclisme : 1870 - 1880 - 1890 - 1900 - 1910 - 1920 - 1930 |

Les faits marquants de l'année 1902 en cyclisme.

## Par mois

### Mars
- 30 mars : le Français Lucien Lesna gagne le Paris-Roubaix pour la deuxième année d'affilée.

### Mai
- 15 mai : l'Espagnol Tomas Penalba devient champion d'Espagne sur route.
- 18 mai : le Français Lucien Lesna remporte Marseille-Paris.

### Juin
- 1er juin : le Français Édouard Wattelier gagne Bordeaux-Paris. Cette première édition de l'année est généralement nommée épreuve préliminaire pour la distinguer de la seconde édition disputée en juillet[1].
- 15 juin : épreuves de vitesse des championnats du monde de cyclisme sur piste. Le Danois Thorvald Ellegaard est champion du monde de vitesse professionnelle pour la deuxième fois d'affilée. Le Français Charles Piard est champion du monde de vitesse amateur.
- 22 juin : épreuves de demi-fond des championnats du monde de cyclisme sur piste.

### Juillet
- 20 juillet : le Suisse Albert Dubach devient champion de Suisse sur route. L'épreuve ne sera pas disputée en 1903 et reprendra en 1904.

- 27 juillet : le Français Maurice Garin gagne Bordeaux-Paris. En 1902, l'épreuve a été disputée deux fois, l'édition courue en juin étant généralement nommée épreuve préliminaire pour distinguer les deux courses[1].

### Septembre
- 20 septembre : l'Italien Fernandino Grammel gagne la première édition de Rome-Naples-Rome.

### Octobre
- 8 octobre : le Français Léon Georget bat le record du monde du 50 kilomètres sur route (derrière entraîneur en automobile) sur les bords de Loire en 51'49"4, améliorant le précédent record détenu par Baugé (53'36"). Ses temps établis à l'occasion de la même tentative sur les distances de 100 et 200 kilomètres ainsi que sur 100 miles, inférieurs aux records existants, ne seront pas homologués en raison d'une légère infraction au règlement[2],[3].

### Novembre
- 30 novembre : le Belge Jules Defrance devient champion de Belgique sur route.

## Principales naissances
- 11 août : Alfredo Binda, cycliste italien, cinq fois vainqueur du Tour d'Italie, trois fois champion du monde († 19 juillet 1986).
- 14 octobre : Learco Guerra, cycliste italien, champion du monde sur route en 1930 († 7 février 1963).
- 21 décembre : Marcel Bidot, cycliste français, champion de France en 1929 († 26 janvier 1995).